# Giancarlo González
Giancarlo „Pipo” González (ur. 8 lutego 1988) – kostarykański piłkarz grający na pozycji środkowego obrońcy w klubie Sporting San José, do którego trafił w 2024 roku.

## Kariera klubowa
Gonzalez jest wychowankiem kostarykańskiego klubu LD Alajuelense. Występował w nim do 2012 roku. Wówczas to przeniósł się do ligi norweskiej, podpisując kontrakt z klubem Vålerenga Fotball. Następnie w 2014 grał w Columbus Crew. W 2014 odszedł do US Città di Palermo.

## Kariera reprezentacyjna
Gonzalez w reprezentacji Kostaryki zadebiutował w 2010 roku. Grał na wszystkich ważnych turniejach, m.in. Mundial 2014, Mundial 2018, Złoty Puchar CONCACAF 2013, 2015, 2017 czy 2019.  